# SV Hastenbeck
Der SV Hastenbeck von 1947 e. V. ist ein deutscher Sportverein mit Sitz in der Ortschaft Hastenbeck der niedersächsischen Gemeinde Hameln innerhalb des Landkreises Hameln-Pyrmont. Bekannt ist der Verein vor allem durch seine Frauenfußball-Mannschaft, die von 2002 bis 2006 in der Regionalliga Nord spielte.

## Geschichte
Der Verein wurde offiziell am 17. Mai 1947 gegründet.

## Frauenfußball
Die Mannschaft stieg zur Saison 2002/03 in die Regionalliga Nord auf. Mit 37 Punkten behauptete sie sich auf einem fünften Platz in der ersten Spielzeit. Nach weiteren siebten Plätzen stieg die Mannschaft nach der Runde 2005/06 als Tabellenletzter ab.
Zur darauffolgenden Saison startete die Mannschaft in der Niedersachsenliga, wo mit 22 Punkten auf einem Platz im unteren Tabellenumfeld landete. Aus dieser Liga wurde dann zur darauffolgenden Spielrunde die Oberliga. Hier hielt sich das Team einige Jahre, musste jedoch nach der Spielzeit 2012/13 mit 9 Punkten als Vorletzter in die Landesliga.
Auch hier startete das Team im unteren Teil der Tabelle, nach ein paar Spielzeiten verbesserte man sich und stieg am Ende der Saison 2015/16 als Meister wieder auf. Seither spielt man in der Oberliga. Am Ende der Saison 2023/2024 sicherte sich das Team mit einem 5:2-Sieg über die TSG 07 Burg Gretesch die Niedersachsenmeisterschaft, der Aufstieg in die Regionalliga Nord wurde aber vom NFV wegen der Nichteinhaltung der sog. Unterbauregel verwehrt.

## Erfolge
- Niedersächsische Meisterinnen (3): 2002, 2024, 2025